# Georg Zacharias
Georg Zacharias (* 14. Juni 1884 in Danzig; † 31. Juli 1953 in West-Berlin) war ein deutscher Schwimmer.
Bei den Olympischen Spielen 1904 in St. Louis wurde er Olympiasieger über 440 Yards im Brustschwimmen. Zuvor hatte er bereits die Bronzemedaille über 100 Yards im Rückenschwimmen gewonnen. Von 1907 bis 1910 hielt er den Weltrekord über 400 m Brust und von 1904 bis 1910 war er Weltrekordhalter über 500 m Brust. Weltrekorde über diesen Strecken werden seit 1948 nicht mehr aufgezeichnet.
Im Jahr 2002 wurde er in die Ruhmeshalle des internationalen Schwimmsports aufgenommen.